# روبرت بال هيوز
روبرت بال هيوز (بالإنجليزية: Robert Ball Hughes) هو فنان أمريكي، ولد في 19 يناير 1804 في لندن في المملكة المتحدة، وتوفي في 5 مارس 1868 في بوسطن في الولايات المتحدة.